# Global Trade Analysis Project
Global Trade Analysis Project (GTAP), fondé en 1992, est un réseau mondial de chercheurs (principalement issus d'universités, d'organisations internationales, ou de ministères de l'économie de gouvernements), qui mènent des analyses quantitatives sur des problèmes de politique économique internationale, en particulier de politique commerciale. Ils coopèrent pour produire une base de données économique cohérente, qui couvre de nombreux secteurs et toutes les régions du monde.

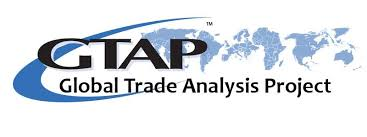
Logo.

La base de données décrit les flux commerciaux bilatéraux, la production, la consommation, et l'utilisation intermédiaire de biens et services. Il existe des bases de données satellites pour les émissions de gaz à effet de serre, ou l'utilisation des terres, par exemple. Un logiciel permet son agrégation à différents niveaux de détail, sectoriels ou régionaux.
Le projet GTAP est coordonné par une équipe du Center for Global Trade Analysis (CGTA), basée au département d'économie agricole de l'Université Purdue. Cette équipe maintient un modèle mondial d'équilibre général calculable utilisant la base de données GTAP. En plus de ce modèle central, il y a plusieurs versions, chacune orientée vers un problème différent de l'analyse de politique économique (comme GTAP-AGR, spécialisée dans les questions agricoles).
Le modèle GTAP est implémenté dans le système Gempack (en), mais il a aussi été implémenté en GAMS.